# Taylor Lytle
Taylor Lytle (* 31. März 1989 in Las Cruces, New Mexico) ist eine US-amerikanische Fußballspielerin, die seit der Saison 2018 beim Utah Royals FC in der National Women’s Soccer League unter Vertrag steht.

## Karriere

### Verein
In der Saison 2012 spielte sie beim W-League-Teilnehmer Pali Blues. Im März 2013 gab der Sky Blue FC die Verpflichtung Lytles als sogenannter Discovery Player bekannt. Ihr Ligadebüt gab sie am 27. April 2013 gegen Washington Spirit, ihr erstes Tor in der NWSL erzielte sie am 16. Mai bei einem 1:0-Auswärtssieg beim Portland Thorns FC. Zur Saison 2018 wechselte sie gemeinsam mit ihrer Mitspielerin Kelley O’Hara zur neugegründeten Franchise des Utah Royals FC.

### Nationalmannschaft
Lytle nahm in verschiedenen Altersstufen an Trainingslagern der US-amerikanischen Jugendnationalmannschaften teil und absolvierte im Kalenderjahr 2012 drei Länderspiele in der U-23-Nationalmannschaft.